# Jonas de Moscou
Jonas (russo: Иона; Odnouchevo pogost (agora Distrito de Soligalichski, Região de Kostroma), 1390 - Moscou, 31 de março de 1461), foi o metropolita de Kiev e Toda a Rússia de 1448 até sua morte em 1461. Como seus predecessores imediatos, ele residiu permanentemente em Moscou, e foi o último primaz da Igreja russa baseado em Moscou a manter o título tradicional com referência a Kiev. Ele também foi o primeiro metropolita em Moscou a ser nomeado sem a aprovação do patriarca de Constantinopla, como havia sido a norma.

## Biografia

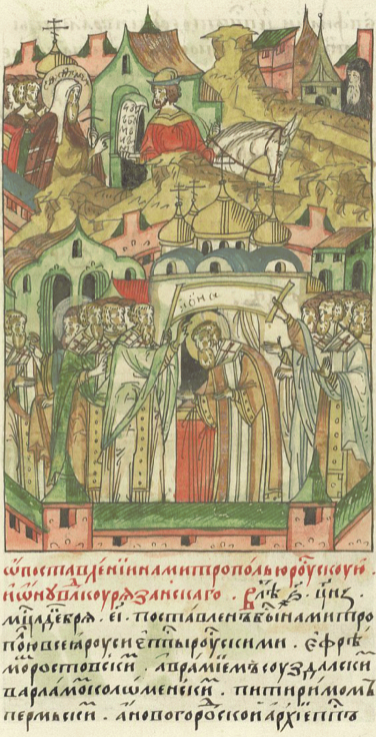
Consagração de Jonas como Metropolita.

Desde o final da década de 1420, Jonas vivia no Mosteiro Simonov em Moscou e era próximo do metropolita Fócio, que o tornou bispo de Riazã e Murom. Após a morte de Fócio em 1431, o grão-príncipe Basílio II nomeou Jonas para o cargo de metropolita, mas o patriarca uniata José II escolheu Isidoro para se tornar o metropolita de Kiev e de Toda a Rússia.
Depois que Isidoro foi condenado e deposto por Basílio II e seus bispos em Moscou em 1441, por suas tentativas de implementar a decisão sobre a união das Igrejas oriental e ocidental (romana) acordada no Concílio de Florença-Ferrara, o trono metropolitano ficou vago por sete anos.
Jonas foi eleito, pelos bispos da Rus', metropolita de Moscou em 15 de dezembro de 1448, sem o consentimento do patriarca de Constantinopla. Embora o fracasso em obter a bênção de Constantinopla não tenha sido intencional, isso significou o início da independência de fato (autocefalia) da parte de Moscou (nordeste) da Igreja russa.
Ele travou uma batalha perdida tentando evitar a perda de sua província do sudoeste: em 1458, o patriarca uniata Gregório Mammas de Constantinopla nomeou o bispo uniata, Gregório, o Búlgaro, metropolita da recém-criada metrópole uniata de Kiev. O patriarca deu ao novo metropolita o título de Metropolita de Kiev, Galícia e Toda Rus'. Os governantes poloneses-lituanos, sob cujo domínio Kiev então caiu, apoiaram Gregório.
Jonas morreu em 31 de março de 1461 e foi enterrado na Catedral da Dormição no Kremlin de Moscou. Ele foi canonizado por Macário, primaz da Igreja Ortodoxa Russa, no Concílio de Moscou de 1547.